# Вінченцо К'яботто
Вінченцо К'яботто (італ. Vincenzo Chiabotto, 24 лютого 1899, Турин — ?) — італійський футболіст, що грав на позиції нападника.
Виступав, зокрема, за клуб «Асколі».

## Ігрова кар'єра
У дорослому футболі дебютував 1918 року виступами за команду «Вальдокко», в якій провів один сезон. 
Згодом з 1919 по 1929 рік грав у складі команд «Пасторе», «Б'єллезе», «Савона», «Б'єллезе», «Аталанта» та «Абруццо».
У 1929 році перейшов до клубу «Асколі», за який відіграв 2 сезони. Завершив професійну кар'єру футболіста виступами за команду «Асколі» у 1931 році.